# Adam & Eve (entreprise)
Adam & Eve est un conglomérat spécialisé dans la vente de jouets sexuels, de vibromasseurs, de préservatifs et de lingerie. Le groupe finance aussi des organisations de marketing social à but non lucratif spécialisées dans la gestion de problèmes tels que la croissance démographique, le contrôle des maladies et l'éducation sexuelle dans les pays en développement. L'entreprise est le plus grand distributeur en ligne de préservatifs, de jouets sexuels et d'objets érotiques aux États-Unis. Le fondateur Phil Harvey a été qualifié de l'« une des figures les plus influentes de l'industrie du sexe américaine aujourd'hui ».  Sa société mère, PHE, est le plus grand employeur privé de Hillsborough (Caroline du Nord, États-Unis) où se trouve son siège social.

## Création
Adam & Eve est fondée en 1970 par le médecin Tim Black (en) et Phil Harvey. L'entreprise débute avec une petite vitrine sur l'une des rues principales de Chapel Hill (Caroline du Nord, États-Unis), en vendant des préservatifs et des lubrifiants. Elle devient rapidement un catalogue de vente par correspondance de moyen de contraception.
Harvey, après avoir voyagé en Inde dans le cadre du programme d'alimentation préscolaire de Care International, réalise qu'une mauvaise planification familiale est la source de nombreux problèmes sociaux. Alors qu'ils sont encore étudiants de l'université de Caroline du Nord, Harvey et Black imaginent Adam & Eve pour les aider à financer une organisation à but non lucratif destiné à démocratiser l'accès aux programmes de planification familiale dans les pays en développement. Grâce à une bourse de la Fondation Ford, les deux hommes prévoient d'utiliser le marketing social aux États-Unis et, avec le consentement de l'université, ils commencent à rédiger une publicité qui annonce : « Qu'allez-vous lui offrir pour ce Noël - un enfant ? », et qu'ils publient par correspondance. Après avoir diffusé des annonces dans 300 des plus grands journaux universitaires américains, les commandes de moyens de contraceptions battent leur plein. Bien que la vente de préservatifs par correspondance soit contraire à la loi Comstock (qui n'est abrogée qu'en 1972), Harvey et Black sont conscients que les sanctions sont rarement appliqués. Ils déclarant alors : « Le marché des préservatifs par correspondance était là, attendant quelqu'un ».

## Philanthropie

### Population Services International
À compter du moment ou l'entreprise devient rentable, les investisseurs émettent des réticences quant au financement des projets de marketing social à l'étranger. Les deux hommes fondent Population Services International (en) (PSI) en 1975, et mènent un programme de commercialisation de préservatifs au Bangladesh et au Kenya. Harvey quitte son poste de directeur de l'entreprise à la fin des années 1970. Aujourd'hui, PSI vend toujours des produits de contraception dans plus de 60 pays et occupe une place importante dans la planification familiale internationale[réf. nécessaire].

### DKT International
À la fin des années 1970, Harvey se concentre sur la gestion d'Adam & Eve, et lance DKT International (en) (DKT) en 1989, une organisation qui promeut la planification familiale et la prévention du VIH en Afrique, en Asie et en Amérique latine,. Une grande partie des revenus de DKT provient de ses ventes de contraceptifs à bas prix, mais Adam & Eve reverse également plus de 25 % de ses bénéfices à DKT,. Alors que les plus grands programmes de DKT sont financés par des agences gouvernementales et des fondations, son financement privé lui permet d'innover et d'être plus libre dans ses choix stratégiques. Les stratégies de marketing social de DKT comprennent la publicité, la création de marques spécifiques aux différents pays, la collaboration avec les réseaux sociaux et les militaires locaux et le ciblage des groupes à haut risque,.

## Développement
En plus de sa marque de jouets érotiques Adam & Eve propose une variété d'articles pour hommes, femmes et couples. En 2004, Adam & Eve commence à franchiser ses magasins aux États-Unis. En 2009, la société fait un don de fonds à la Free Speech Coalition. En 2019, Adam & Eve rachète Excite Group, le plus grand de vente en ligne de sex-toys d'Australie.

## Annexe
- (en) Philip D. Harvey, Le gouvernement contre. Erotica: Le siège d'Adam et Eve, Prometheus Books, 2001 (ISBN 978-1573928816)